# 奧代雷蟲屬

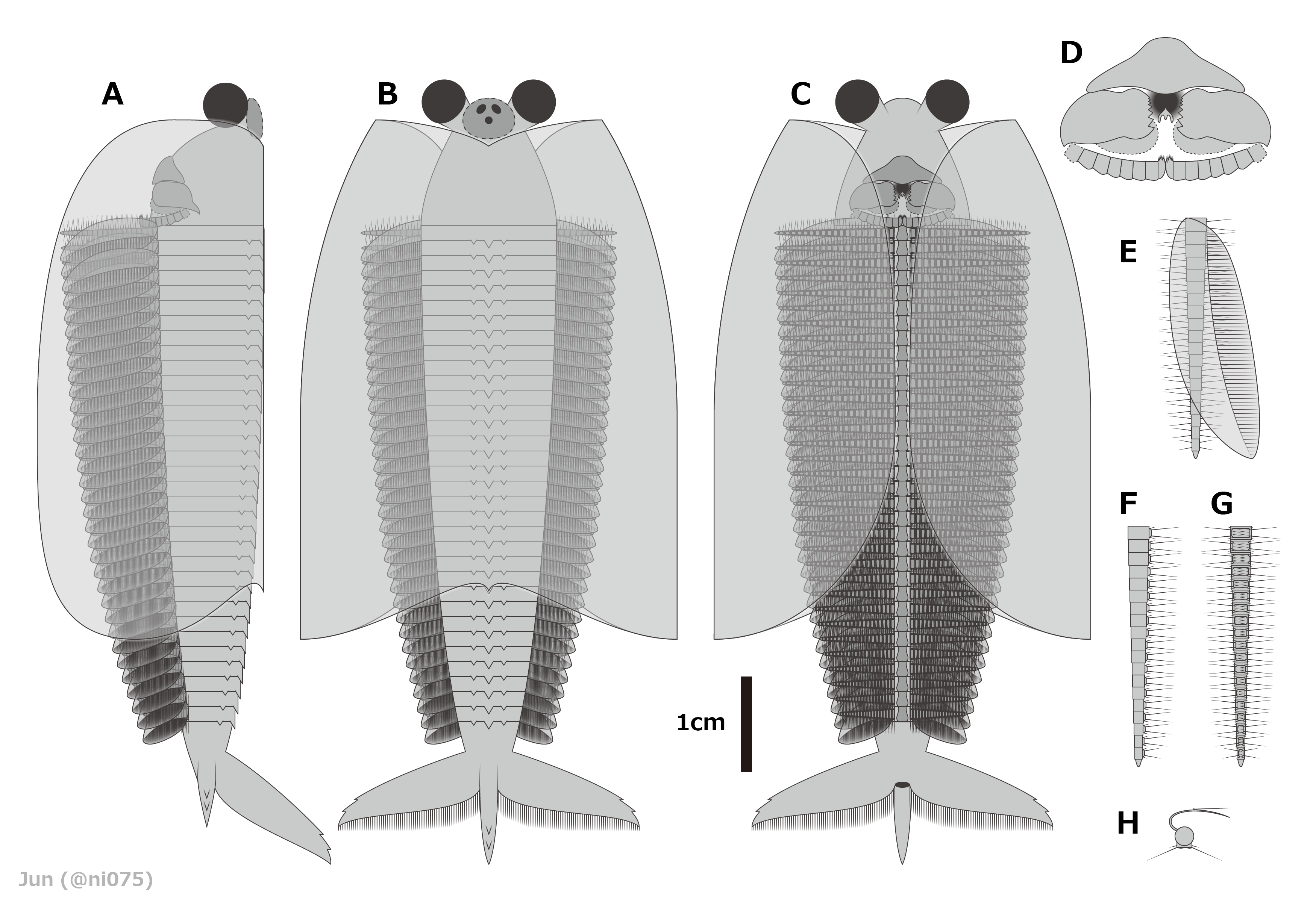
翼奧代雷蟲三視圖

奧代雷蟲屬（學名：Odaraia）為節肢動物門的一屬，生存於寒武紀中期，具有雙瓣外殼，體長可達15（5.9英寸），化石發現於加拿大英屬哥倫比亞省的伯吉斯頁岩。
目前於伯吉斯頁岩大葉足層共發現了217具翼奧代雷蟲的化石，佔化石總數的0.41%。

## 分類
奧代雷蟲屬被置於膜蝦目下，該演化支還包含了其他具有雙瓣外殼的節肢動物。

## 描述
奧代雷蟲屬的頭部具有一對較大的眼，並在中間具有另一對較小的眼。牠們具有長管狀的身體及至少45對的雙肢型附肢；尾部具有三片鰭，兩片呈水平，一片呈垂直，主要用途是於仰泳時穩定身體。奧代雷蟲屬被認為屬於活躍的濾食者或掠食者，透過附肢去捕捉或過濾水中的獵物。

## 延伸閱讀
- Simon Conway Morris. . Oxford University Press. 1997. ISBN 978-0-19-286202-0.
- Hou Xian-Guang; Richard J. Aldridge; Jan Bergström; David J. Siveter & Feng Xiang-Hong. . John Wiley & Sons. 2004. ISBN 978-1-4051-0673-3.

## 外部連結
- . Burgess Shale Fossil Gallery. Virtual Museum of Canada. 2011  [2024-07-25]. （原始内容存档于2020-11-12）.
- Odaraia （页面存档备份，存于） in the Paleobiology Database